# Plataforma Editorial
Plataforma Editorial és una editorial fundada el 2007 a Barcelona per Jordi Nadal. Els seus llibres aborden temes d'actualitat relacionats amb educació, salut i medicina, desenvolupament personal i empresa. El 2012 es va crear el segell Plataforma Neo, destinat al públic juvenil i el 2015 es va crear Pati Editorial, destinat al públic infantil.